# All That I Am
Albums de Groupe Santana
Ceremony
(2003) Ultimate Santana
(2007)
All That I Am est le 20e album studio du groupe rock latino Santana sorti en 2005. L'album  suit le format de ses deux précédentes sorties en studio, consistant principalement en des collaborations avec d'autres artistes. L'album a fait ses débuts à la deuxième place du Billboard 200.

## Historique
Le premier single sorti de All That I Am était " I'm Feeling You " qui mettait en vedette Michelle Branch et The Wreckers , est sorti en octobre 2005 après avoir été diffusé à la radio le mois précédent, mais n'a culminé qu'au numéro 55 sur le Billboard américain Hot 100. Le deuxième single était "Just Feel Better" avec Steven Tyler ; il est sorti en novembre 2005 et culminerait au numéro 7 en Australie et au numéro 77 au Royaume-Uni. Le dernier single était " Cry Baby Cry " qui mettait en vedette Sean Paul et Joss Stone ne culminerait qu'au numéro 71 au Royaume-Uni.

## Titres
1. Hermes (Carlos Santana, S. Jurad) - 4:08
2. El Fuego (Carlos Santana, Jean Shepherd, Richard Shepherd) – 4:17
3. I'm Feeling You - (avec Michelle Branch & The Wreckers) (Kara DioGuardi, John Shanks, Michelle Branch) – 4:13
4. My Man - (avec Mary J. Blige/Big Boi) (Antwan Patton, Nsilo Reddick, Nicholas Sherwood, Rob Thomas) – 4:37
5. Just Feel Better - (avec Steven Tyler) (Jamie Houston, Buck Johnson and Damon Johnson) – 4:12
6. I Am Somebody - (avec Will.i.am) (Will.i.am, George Pajon, Jr.) – 4:02 [2]
7. Con Santana (avec Ismaïla et Sixu Toure de Touré Kunda) (Carlos Santana, Ismaïla Toure, Tidane « Sixu » Toure) – 3:18
8. Twisted - (avec Anthony Hamilton) (Dante Ross, Nandi Willis) – 5:11
9. Trinity - (avec Kirk Hammett/Robert Randolph) (Carlos Santana, Nusrat Fateh Ali Khan, Michael Brook) – 3:33
10. Cry Baby Cry - (avec Sean Paul/Joss Stone) (Lester Mendez, Sean Paul, Kara DioGuardi, Jimmy Harry) – 3:53
11. Brown Skin Girl - (avec Bo Bice) (Jamie Houston) – 4:44
12. I Don't Wanna Lose Your Love - (avec Los Lonely Boys) (Henry Garza, Ringo Garza, Joey Garza) – 4:00
13. Da Tu Amor (Carlos Santana, Andy Vargas, Gary Glenn) – 4:03

## Musiciens
- Carlos Santana - Guitare, chœurs
- Benny Rietveld - Basse
- Chester Thompson - Orgue Hammond B-3
- Karl Perazzo - Congas, timbales, percussions, chœurs
- Raul Rekow - Congas, chœurs
- Jeff Cressman - Trombone
- Bill Ortiz - Trompette
- Dennis Chambers - Batterie
- Andy Vargas : Chant sur (1, 2, 7, 13)

## Invités spéciaux
- Michelle Branch : Chant sur (3)
- Big Boi and Mary J. Blige : Chant sur (4)
- Steven Tyler : Chant sur (5)
- Will.i.am : Chant sur (6)
- Touré Kunda : Sur (7)
- Kirk Hammett : Guitare solo sur (9)
- Sean Paul et Joss Stone : Chant sur (10)